# رگینالد وولز
رگینالد وولز (انگلیسی: Réginald Storms؛ ۱۳ سپتامبر ۱۸۸۰ – ۲۴ فوریهٔ ۱۹۴۸) ورزشکار اهل بلژیک بود.
وی در مسابقات کشوری و بین‌المللی در مجموع برندهٔ ۲ مدال نقره شده‌است.